# دنیس سیور
دنیس سیور (انگلیسی: Dennis Siver؛ زادهٔ ۱۳ ژانویهٔ ۱۹۷۹) ورزشکار هنرهای رزمی ترکیبی و تکواندوکار اهل آلمان است.